# Gerardus Vervust
Gerardus Vervust (Brugge (?), ca. 1530 - Veurne, 26 april 1596) was Zuid-Nederlands franciscaan en predikant.

## Levensloop
Vervust trad in bij de franciscanen in Brugge. Hij studeerde wijsbegeerte en godgeleerdheid. Vervolgens werd hij leraar in deze materies en werd betiteld als insignis lector philosophiae et theologicae.
Hij werd gardiaan van de kloosters achtereenvolgens in Gent, Ieper, Hulst en Duinkerke. Hij bevond zich in Brugge toen er in die stad de calvinistische republiek werd uitgeroepen. In 1580 werd hij door tegenstanders door de straten van de stad gesleept en voor dood achtergelaten. Een paar Bruggelingen ontfermden zich over hem en verleenden hem de nodige zorg, zodat hij herstelde.
Na 1584 kon hij zijn gewone activiteiten van predicatie hernemen. In 1596 overleed hij tijdens een sermoen dat hij hield in Veurne.

## Publicaties
- De Praestantissimus Novi Testamenti Donis, 1593
- In Orationem Dominicam, z.j.
- Pro sanctissimoDie Parascevesconciones tres, z.j.